# Allotinus continentalis
Allotinus continentalis är en fjärilsart som beskrevs av Hans Fruhstorfer 1913. Allotinus continentalis ingår i släktet Allotinus och familjen juvelvingar. Inga underarter finns listade i Catalogue of Life.

## Bildgalleri

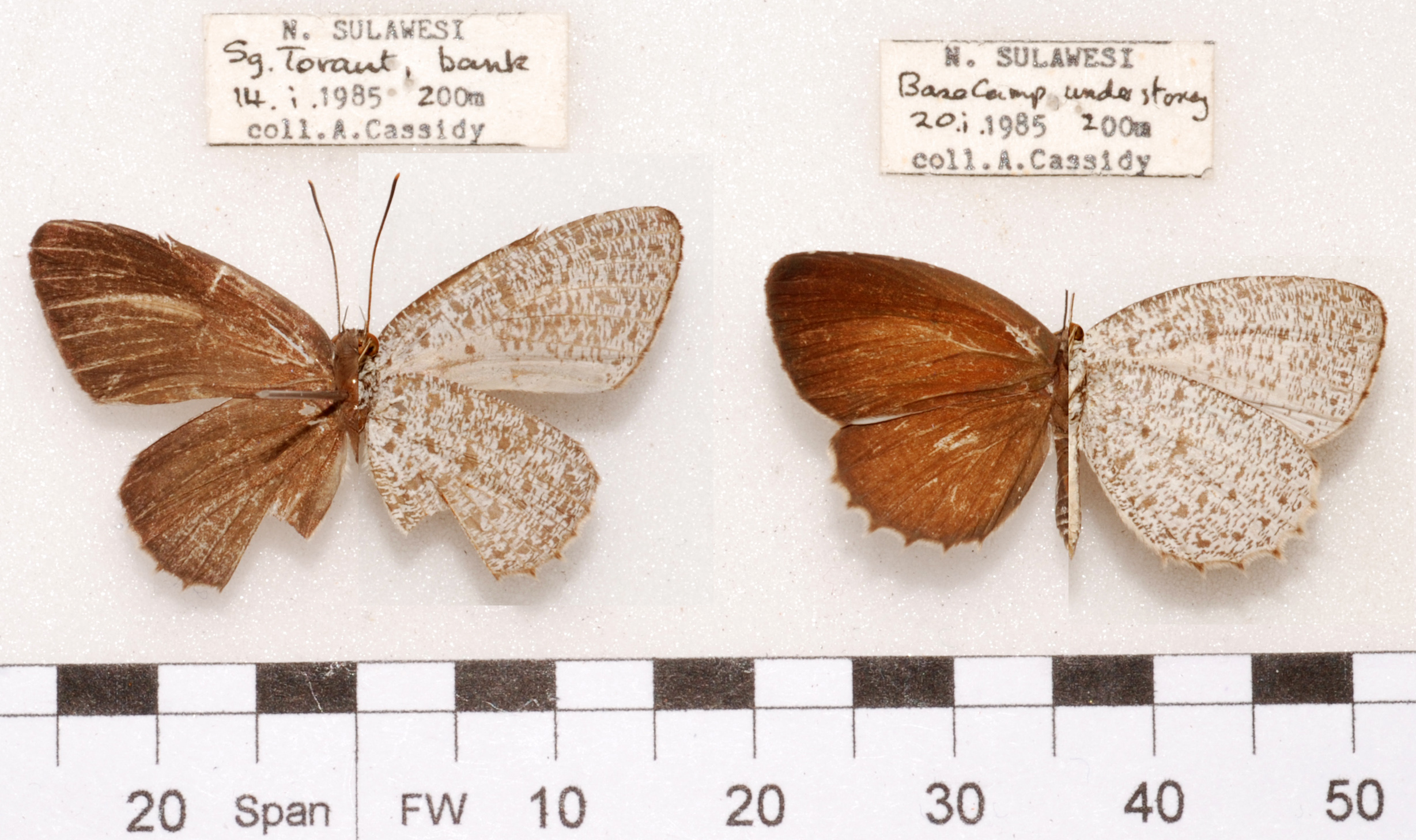